# 短鼻粗尾袋鼠屬
短鼻粗尾袋鼠屬（學名Simosthenurus）是更新世澳洲的一屬袋鼠。牠們的體型很大，如小型短臉袋鼠的重量就超過118公斤。